# Online Contest (Flugsport)
Der Online Contest (Abkürzung: OLC) ist ein dezentraler Breitensport-Wettbewerb im Flugsport, der seit 1999 besteht. Wettbewerbsteilnehmer absolvieren Streckenflüge in den Sparten Segelflug, Hängegleiten, Gleitschirmfliegen oder mit Modellsegelflugzeugen. Piloten laden nach der Landung den GNSS-Track Log und das Barogramm ihres Fluges auf die OLC-Webseite, wo die Flüge in die nationale oder internationale Wertung eingehen – zum Beispiel um den weitesten oder schnellsten Flug.

## Geschichte und Grundprinzipien
Der Online Contest wurde 1998 von Reiner Rose in Privatinitiative gegründet.
Die Initiative und die dahinter liegenden Wettbewerbsregeln wurden als offizielle Wertungsform für dezentrale Segelflugwettbewerbe von der Internationalen Segelflugkommission (IGC) anerkannt.
Der Online Contest zeichnet sich durch folgende zwei Grundprinzipien aus:
1. Der OLC wird organisiert von einem sehr kleinen Kernteam, das ausschließlich aus engagierten ehrenamtlichen Mitarbeitern besteht.
2. Für die Teilnahme am OLC wird kein Startgeld erhoben. Dies ist vor allem durch Zuwendungen vieler Sponsoren möglich. Außerdem kann auch jeder einzelne OLC-Teilnehmer durch einen jährlichen freiwilligen Beitrag das System unterstützen und zusätzliche Vorteile genießen. Diese bestehen im Wesentlichen aus erweiterten Analysemöglichkeiten und der Darstellung eines Smileys beim jeweiligen Pilotennamen.

2014 nahm der Weltluftsportverband FAI den OLC als Mitglied mit dem Status „International Affiliate Member of FAI/IGC“ auf.

## Funktionsweise
- Der Pilot lädt nach der Landung den aufgezeichneten GNSS Track Log und das Barogramm durch ein spezielles, zertifiziertes Programm oder via OLC-Webseite auf den OLC Server hoch. GNSS Track Log und Barogramm befinden sich in den Datensätzen der vom sogenannten Logger aufgezeichneten IGC-Datei.
- Durch Heraufladen des Tracks zum Server des Online Contest wird die Berechnung der weitesten Strecke und ggf. günstigsten Wendepunkte des Fluges vorgenommen und gewertet. Offensichtliche Manipulationen am Track werden dabei überprüft.
- Die eingegebenen Flüge fließen sofort in die entsprechenden Ranglisten (Einzel & Club, national & international) ein.
- Von einer Jury können die Tracks überprüft und ggf. für ungültig erklärt werden, wenn bestimmte Vorgaben nicht eingehalten wurden.
- Sämtliche Flüge können von jedermann über das Internet betrachtet werden. Es können gewünschte Tracks auch auf den PC heruntergeladen und mittels spezieller Software dargestellt und analysiert werden. Außerdem können die Flüge in Google Earth betrachtet werden.

## Segelflug-Bundesliga (OLC-League)
Eine relativ junge und neue Variante eines dezentralen Streckensegelflug-Wettbewerbs, ist der 2001 ins Leben gerufene Mannschaftswettbewerb der Segelflug-Bundesliga. Dabei fliegen Segelflugpiloten landesweit ab Ende April in 19 Runden, jeweils samstags und sonntags, um die Punkte. Berücksichtigt werden die jeweils 3 schnellsten Flüge eines Vereines, wobei die Berechnung der Geschwindigkeit auf maximal vier Flugschenkel in einem Zeitfenster von 2,5 Stunden erfolgt und dieser Schnitt mit einem Flugzeugindex bewertet wird.
Die OLC-League wird in verschiedenen Ländern weltweit ausgeflogen. In Deutschland wird seit 2004 in der 1. Bundesliga (30 Vereine), der 2. Bundesliga (30 Vereine) sowie der Qualifikationsliga (ca. 500 Vereine) und der jeweiligen Landesliga der 16 Bundesländer gewertet.
Die bisherigen Meister der Segelflug-Bundesliga in Deutschland:
| Jahr | Verein                                    |
| ---- | ----------------------------------------- |
| 2001 | Segelflugverein Mannheim (BW)             |
| 2002 | Luftsportgemeinschaft Bayreuth (BY)       |
| 2003 | Segelflugzentrum Königsdorf (BY)          |
| 2004 | Fliegergruppe Blaubeuren (BW)             |
| 2005 | Segelfluggruppe Giulini/Ludwigshafen (BW) |
| 2006 | Segelflugzentrum Königsdorf (BY)          |
| 2007 | Luftsportverein Schwarzwald (BW)          |
| 2008 | Aero Club Langenselbold (HE)              |
| 2009 | Segelfluggruppe Donauwörth-Monheim (BY)   |
| 2010 | Segelflugzentrum Königsdorf (BY)          |
| 2011 | Fliegergruppe Blaubeuren (BW)             |
| 2012 | Luftsportverein Burgdorf (NI)             |
| 2013 | Luftsportverein Burgdorf (NI)             |
| 2014 | Luftsportverein Burgdorf (NI)             |
| 2015 | Luftsportgemeinschaft Bayreuth (BY)       |
| 2016 | Luftsportverein Burgdorf (NI)             |
| 2017 | Luftsportring Aalen (BW)                  |
| 2018 | Luftsportgemeinschaft Bayreuth (BY)       |
| 2019 | Luftsportverein Rinteln (NI)              |
| 2020 | Luftsportverein Rinteln (NI)              |
| 2021 | Luftsportverein Rinteln (NI)              |
| 2022 | Luftsportverein Rinteln (NI)              |
| 2023 | Luftsportverein Rinteln (NI)              |

## U25-Liga
Um der Luftsportjugend unter 25 Jahren eine eigene Wertung zu ermöglichen, wurde 2014 die U25-Liga gegründet.
Im ersten Jahr gewann die Flugsportvereinigung Celle die Jugendmeisterschaft, 2015 gelang dies dem Flugsportverein Sindelfingen. Seit 2016 beherrscht das Segelflugzentrum Königsdorf die Jugendszene und schaffte 2018 den Meister-Hattrick vorzeitig.

## IGC-OLC World League
Als Weiterentwicklung der nationalen Ligen, wurde im April 2006 die erste weltweite dezentrale Wertung gestartet, in der alle Teams eines Landes pro Runde zu einer internationalen Wertung zusammengefasst sind, also auch die der zweiten deutschen Bundesliga und der Qualifikationsliga. Bis über 1100 Mannschaften beteiligen sich weltweit an dieser Liga. Klassiert wird nach der OLC-Liga-Geschwindigkeit. Während in der deutschen Bundesliga der Sieger 20, der zweite 19 Punkte usw. erhält (ab dem 20. Rang bekommt jeder einen Punkt), sind es in der World-League 40 Punkte für den Sieger. Die bisherigen Weltmeister kommen meist aus den USA. Sieger aus Deutschland waren bisher der AeroClub Langenselbold (2008), die Fliegergruppe Blaubeuren (2011), die Luftsportgemeinschaft Bayreuth (2015 und 2018), der Luftsportverein Burgdorf (2016) und der Luftsportring Aalen (2017). Fünfmaliger Rekordmeister ist Albuquerque Soaring aus New Mexico/USA (heutiger Name: Moriarty Soaring).

## Alpenliga
Im Jahre 2015 folgte das OLC-Gremium dem Wunsch der Alpenvereine aus Deutschland, Österreich, Italien, der Schweiz und Frankreich nach einer eigenen Wertung. Dazu muss der Flug zum größten Teil in einem die Alpen umfassenden Vieleck erflogen werden.
Seit Beginn dominiert das Segelflugzentrum Königsdorf diese Liga und kann 2018 zum vierten Mal in Folge den Meistertitel feiern. Zum dritten Mal in Folge gewinnt auch der Segel- und Modellbauclub Kirchdorf/Micheldorf aus Oberösterreich den Vizetitel. Der größte Segelflugverein der Schweiz, die Segelfluggruppe Lägern, kann 2018 ebenfalls zum dritten Mal die Bronzemedaille erfliegen.

## OLC für Modellsegelflugzeuge
Ab Februar 2011 wurde in der Sparte ModelGliding-OLC der Testbetrieb der OLC-Plattform für Segelflugmodelle aufgenommen.

## Wertungen
- Für Segelflieger siehe:
  - Online-Contest
  - Barron Hilton Cup
  - Bitterwasser Cup
  - Segelflug-Bundesliga / Deutschland
  - IGC-OLC World League
- Für Hängegleiter/Gleitschirme siehe:
  - FAI World XC Online Contest (WXC)
  - DHV-XC
  - OLC Para-/Hanggliding
  - XContest